# ماكس إيميلمان
ماكس إيميلمان (21 سبتمبر 1890   - 18 يونيو 1916) وسام الاستحقاق أول طيار بطل ألماني في الحرب العالمية الأولى.  كان رائدا في الطيران المقاتل وكثيرا ما يُنسب اليه خطأ أول انتصار جوي باستخدام مسدس متزامن، والذي تم إجراؤه بالفعل في 15 يوليو 1915 بواسطة البطل الألماني كورت وينتجنز. كان أول طيار يفوز بور بور ميريت (المعروف بالعامية باسم «بلو ماكس» تكريما له)، ومنحه في نفس الوقت أوزوالد بويلكي. أصبح اسمه مرتبطًا بتكتيك طيران شائع، منعطف Immelmann، ولا يزال كلمة شائعة في الطيران. ينسب إليه 15 انتصارًا جويًا.

### اقتباسات
1. 1 2  Brockhaus Enzyklopädie | Max Immelmann (بالألمانية), OL:19088695W, QID:Q237227
2. ↑  Shores, 1983, p. 10.